# Австрийский литературный архив
Австрийский литературный архив (нем. Österreichisches Literaturarchiv) — литературный архив, основанный в 1996 году на основе фондов Австрийской национальной библиотеки. Расположен в Вене.

## Описание
Архив собирает частные литературные архивы австрийских писателей XX века, особенно после 1945 года. Здесь в том числе хранятся частные архивы таких писателей, как Гюнтер Андерс, Эрих Фрид, Эгон Фридель, Петер Хандке, Эден фон Хорват, Эрнст Яндль, Альфред Коллеритш, Роберт Менассе, Андреас Окопенко, Гайди Патаки, Элизабет Райхарт, Маргит Шрайнер, Манес Шпербер, Гильде Шпиль, Доротея Цееманн.
На сайте архива разработан портал литературных журналов с 1945 по 1990 годы (Literaturzeitschriften in Österreich 1945–1990). Научные работники архива работают над обозревателем частных архивов деятелей культуры и науки Австрии (Verzeichnis der künstlerischen, wissenschaftlichen und kulturpolitischen Nachlässe in Österreich).
Работники архива организуют тематические выставки и принимают участие в издании многотомных академических изданий выдающихся австрийских писателей.
Архив входит в международную сеть литературных архивов «KOOP-LITERA international».